# Emmily Talpe
Emmily Talpe, née le 1er novembre 1975 à Poperinge est une femme politique belge flamande, membre de OpenVLD.
Elle est licenciée en droit (RUG, 1998); juriste indépendante.

## Fonctions politiques
- députée au Parlement flamand :
  - depuis le 15 octobre 2014 en suppléance de Bart Tommelein, secrétaire d'Etat, empêché.

## Décoration
- Chevalier de l'ordre de Léopold (2024)[1].